# 前田愛美
前田 愛美（まえだ まなみ、2月10日 - ）は、日本の女性声優。徳島県出身。

## 経歴・人物
かつてはアールグルッペ、フェザード、EARLY WING、パワー・ライズに「前田愛美」名義で所属。
2021年10月1日より「前田絵夢」（まえだ えむ）に名義を改め、フォレストリンクに準所属していたが、2023年10月31日をもって退所した。
同年12月1日より名義を「前田愛美」に戻し、ハイブシックスに準所属する。2024年5月31日退所。
2015年配信のショートアニメ『ロボットガールズZ プラス』でグランゲン役に抜擢される。前田にとってこれが2度目のアフレコであり、役名のあるキャラは初めてであった。
徳島出身であることから、阿波弁を得意とする。その他の特技に、四つ葉のクローバーを見つけること、法律事務を挙げ、ビジネス実務法務検定3級を所持する。DTMや歌、ギター、筋トレなどを趣味とする。

## 出演

### OVA
- あきそら（2009年、女子部員） ※単行本第3巻付録版

### Webアニメ
- ロボットガールズZ プラス（2015年、空魔少女グランゲン〈空魔獣グランゲン〉[12]）

### ゲーム
2013年
- 幻想戦姫（天邪鬼、城隍姫）

2014年
- ハーレム天国だと思ったらヤンデレ地獄だった。（九条静香）
- ロボットガールズZ ONLINE（メカザウルス・バド、オベリウス、ガルーたん、空魔少女グランゲン、ドラコ、イオちゃん）
- 戦場の円舞曲（幼女、女性）

2015年
- ひめがみ絵巻（天邪鬼、城隍姫、荒神）
- ロボットガールズZ フルボッコバトル（メカザウルス・バド、オベリウス、ガルーたん、空魔少女グランゲン）
- 少女とドラゴン-幻獣契約クリプトラクト-（ブーケ、レベッカ）

2018年
- りっく☆じあ〜す（宇治彩椛、大津翼、AMX-30EBG）
- Revolve Act -S-（アクアカーバンクル）
- 殺し屋とストロベリー（看護師、女子学生）
- SPEED WITCH BATTLE 白の魔女と五つの希望（シタデル、ヴィダル、チトセ）

2019年
- バレットブレイク（白梅涼子、カムナ）

2020年
- ブラックサバイバル: 永遠回帰（Eleven）

2022年
- モンスターストライク（紋化猿）

2023年
- アスタータタリクス（マルディサント）

### ドラマCD
- ひかりのたね「ちいさなねずみとおひめさま」（2010年、もりのどうぶつ[24]）
- ひかりのたね「こどもたちがねがったこと」（2010年、ルンペンシュツルツキン）
- 「ロボットガールズZ」ガイキングLOD特別ドラマCD VOL.1 「食らえ必殺の3番勝負!最後は笑って結果保留!!」（2015年、メカザウルス・バド）
- 純愛えろ期（2015年、花江太郎〈子供時代〉[25]、恒の母）
- 相愛えろ期（2015年、瑛生の姉、女子生徒[26]、おばさん）
- 闘影ジ・カイザー（2017年、マグネスペロー[27]）

### ナレーション
- 「ロボットガールズZ ONLINE」インフォマーシャルナレーション
- ビックウエストフロンティア「株式会社やまのん」ラジオCM（文化放送・毎日放送）

### Webラジオ
- サブちゃん一家のやっぱりアニメはやめられない!!（めでぃあ横町）アシスタント
- 前田愛美の迷走ショコラ（携帯放送局K-Station）パーソナリティ